# Mateusz Mika
Mateusz Mika est un joueur polonais de volley-ball né le 21 janvier 1991 à Kobiernice (voïvodie de Silésie). Il mesure 2,07 m et joue réceptionneur-attaquant. Il totalise 13 sélections en équipe de Pologne.

## Clubs
| Club            | De        | À         |
| --------------- | --------- | --------- |
| Resovia Rzeszów | 2009-2010 | 2011-2012 |
| Trefl Gdańsk    | 2012-2013 | 2012-2013 |
| Montpellier UC  | 2013-2014 | ...       |

## Palmarès
- Championnat d'Europe des moins de 19 ans
  - Finaliste : 2007
- Coupe de la CEV
  - Finaliste : 2012
- Championnat de Pologne (1)
  - Vainqueur : 2012
- Coupe de Pologne
  - Finaliste : 2010